# 潘贤掌
潘贤掌（闽南语：[] 错误：{{Lang}}：无文本（帮助）白話字：Phoaⁿ Hiân-chiáng，臺羅：Phuann Hiân-tsiáng，1972年9月—），男，汉族，福建泉州人，中华人民共和国政治人物。曾任江苏省人民政府副省长、党组成员，中共江苏省委常委、省委秘书长，现任中共中央台湾工作办公室、国务院台湾事务办公室副主任。

## 简历
1989年9月，到福建师范大学数学系学习。1993年9月本科毕业后，到厦门大学计划统计系继续攻读硕士研究生。1996年9月，到厦门大学财政金融系进一步攻读博士研究生。
1999年7月，博士毕业后到福建省地税部门工作，历任福建省地税局政策法规处干部、主任科员，税收科学研究所副所长。
2005年11月，通过公选并跨省调往山西省任职，先后担任山西省经济委员会副主任、山西省财政厅副厅长。
2011年5月，赴山西省长治市任职，并跻身中共长治市委常委，先后出任长治市人民政府副市长、郊区区委书记、长治市人民政府常务副市长等职。
2017年7月，回归财税系统，升任山西省地税局党组书记、局长。机构改革后，于2018年6月改任国家税务总局山西省税务局党委副书记、局长。
2019年4月，转任山西省生态环境厅党组书记、厅长。2021年2月，转任山西省财政厅党组书记、厅长。
任职山西省财政厅厅长一个月后，2021年3月，跨省升任江苏省人民政府副省长、党组成员，晋升副部级。同年11月，当选为中共江苏省委常委，随后出任省委秘书长，成为当时全国最年轻的省委秘书长。
2022年8月，进京赴任中共中央台湾工作办公室、国务院台湾事务办公室副主任。